# 공산성 쌍수정
공산성 쌍수정(公山城 雙樹亭)은 대한민국 충청남도 공주시 금성동, 공산성 진남루 북서쪽에 있으며, 1984년 5월 17일 충청남도의 문화재자료 제49호로 지정되었다.

## 개요
공산성 진남루 북서쪽에 있으며, 조선 영조 10년(1734)에 처음 세운 정자이다. 인조가 이괄이 일으킨 반란(1624)을 피하여 공주로 잠시 피난 왔을 때, 이곳에 머물렀던 일을 기념하기 위해 세운 것이라고 한다.
이후 여러 차례 보수되어 오다 1970년에 전체적으로 해체·복원하였다. 건물은 앞면 3칸·옆면 2칸이며, 지붕은 옆에서 볼 때 여덟 팔(八)자 모양인 팔작지붕으로 꾸몄다.

## 참고 자료
- 공산성 쌍수정 - 국가유산청 국가유산포털